# Гиерон (Ксенофонт)
«Гиерон» (др.-греч. Ιέρων; лат. Hieron) — небольшой трактат в виде диалога древнегреческого писателя и историка афинского происхождения Ксенофонта, в котором разбирается искусство быть монархом или тираном в диалоге между сицилийским тираном и поэтом. Отображает политические взгляды Ксенофонта.

## Название произведения
Гиерон — тиран Сиракуз, правивший в 478—466 годах до н. э. При его дворе некоторое время жили поэты Симонид, Пиндар и Вакхилид, прославившие его имя в своих одах. С поэтом Симонидом, популярным тогда среди греков, в произведении Ксенофонта тиран и ведёт беседу.

## Действующие лица
- Симонид Кеосский — популярный среди греков поэт, живший при дворе Гиерона.
- Гиерон Сиракузский — тиран во время правление которого Сиракузы стали одним из культурных центров Западной Греции.

## Содержание
Трактат состоит из 11 глав. Начинается диалог с противопоставления несчастий жизни тирана и простых житейских радостей обыкновенных людей. Первые главы посвящены перечислению различных проблем и несчастий, которые сопровождают правление тирана. В последних же главах предлагаются преобразования способные сделать счастливыми и народ и тирана. В последних главах поэт, сочувствующий тирану, объясняет ему, что власть можно применить и по другому и стать в итоге любимым народом. Для этого необходимо:
- Сформировать светлый образ правителя.
- Наказывать чужими руками, награждать самому.
- Побуждать подданных к совершенствованию разными состязаниями.

## Переводы
- Сочинения Ксенофонта. В 5 ч. Перевод Г. А. Янчевецкого (несколько изданий до революции)
- Гиерон, или Слово о тирании. Перевод А. А. Россиуса. СПб., 2006